# Кім Кі Хі
У цьому корейському імені прізвище (Кім) стоїть перед особовим ім'ям.
Кім Гі Хі (кор. 김기희, 13 липня 1989, Пусан, Південна Корея) — південнокорейський футболіст, центральний захисник клубу «Ульсан Хьонде» і збірної Південної Кореї. Також може виступати на позиції опорного півзахисника. Бронзовий призер Олімпійських ігор 2012 року.

## Біографія

### Клубна кар'єра
Під час навчання в Університеті Хонік в 2008—2010 роках Кім виступав за команду ВНЗ в університетській лізі.
На драфті Кей-ліги 2011 Кім був обраний у другому раунді клубом «Тегу». Дебютував 5 березня в матчі стартового туру сезону 2011 проти «Кванджу», програному з рахунком 2:3, в якому він відіграв всі 90 хвилин.
26 вересня 2012 року катарський клуб «Ас-Сайлія», який повернувся в Лігу зірок після року в другому дивізіоні, оголосив про оренду Кіма на сезон.
Влітку 2013 року Кім приєднався до клубу «Чонбук Хьонде Моторс». В рядах клубу з Чонджу він двічі, в сезонах 2014 і 2015, вигравав чемпіонат Південної Кореї.
У лютому 2016 року Кім перейшов в клуб Китайської Суперліги «Шанхай Грінленд Шеньхуа», трансфер за суму $ 6 млн був охарактеризований агентом гравця як «найбільший в історії корейського футболу». Його дебют за клуб відбувся 5 березня 2016 року в матчі проти «Яньбянь Фуде», що завершився нічиєю 1:1. Разом з «Шанхай Шеньхуа» Кім здобув перемогу в кубку Китаю розіграшу 2017 року.
27 лютого 2018 року Кім підписав контракт з клубом MLS «Сіетл Саундерз». У Північній Америці він дебютував 14 березня в матчі-відповіді чвертьфіналу Ліги чемпіонів КОНКАКАФ 2018 проти мексиканського " Чіваса ", що закінчився для «Сіетла» розгромною поразкою 3: 0 і вибуванням з турніру, в якому вийшов на заміну на 35-й хвилині замість отримавшого пошкодження Чеда Маршалла. Дебют корейця в MLS відбувся 18 березня у зустрічі проти «Далласа», яка також завершилася з для його команди поразкою 0:3, а Кім замінив Романа Торреса на 74-й хвилині. Після закінчення сезону 2019, в якому «Сіетл Саундерз» виграв свій другий Кубок MLS, контракт Кіма з клубом закінчився. «Саундерз» спробував зберегти гравця, але сторони не змогли прийти до угоди.
26 лютого 2020 року Кім повернувся грати на батьківщину, підписавши контракт з «Ульсан Хьонде». Дебютував за «тигрів» 24 травня в матчі проти «Пусан Ай Парк». З командою став переможцем Ліги чемпіонів АФК 2020 року, завдяки чому поїхав на клубний чемпіонат світу 2020 року у Катарі. Там у матчі чвертьфіналу проти «УАНЛ Тигрес» Кім забив гол, втім команда поступилась 1:2 і не вийшла до півфіналу

### Міжнародна кар'єра
У складі олімпійської збірної Південної Кореї на футбольному турнірі Олімпійських ігор 2012 року Кім завоював бронзову медаль, що стала першою олімпійською медаллю в історії корейського футболу. На турнірі він зіграв всього кілька хвилин, вийшовши на заміну в кінцівці втішного фіналу за бронзові медалі проти Японії.
За національну збірну Південної Кореї Кім дебютував 14 листопада 2012 року в товариському матчі зі збірною Австралії.

## Досягнення
- Бронзовий олімпійський призер: 2012
- Переможець Кубка Східної Азії: 2015

«Чонбук Хенде Моторс»
- Чемпіон Південної Кореї: 2014, 2015

«Шанхай Грінленд Шеньхуа»
- Володар Кубка Китайської футбольної асоціації: 2017

«Сіетл Саундерз»
- Чемпіон MLS (володар Кубка MLS): 2019

- Член символічної збірної чемпіонату Південної Кореї: 2015

«Ульсан Хьонде»
- Переможець Ліги чемпіонів АФК:  2020

## Статистика виступів

### Клубна
Станом на 24 травня 2020
| Виступи                | Виступи             | Виступи           | Лига | Лига | Кубок | Кубок | Континент. | Континент. | Інше | Інше | Всього | Всього |
| Клуб                   | Ліга                | Сезон             | Ігри | Голи | Ігри  | Голи  | Ігри       | Голи       | Ігри | Голи | Ігри   | Голи   |
| ---------------------- | ------------------- | ----------------- | ---- | ---- | ----- | ----- | ---------- | ---------- | ---- | ---- | ------ | ------ |
| «Тегу»                 | К-Ліга 1            | 2011              | 12   | 0    | —     | —     | —          | —          | 2    | 0    | 14     | 0      |
| «Тегу»                 | К-Ліга 1            | 2012              | 17   | 2    | —     | —     | —          | —          | —    | —    | 17     | 2      |
| «Тегу»                 | Всього              | Всього            | 29   | 2    | —     | —     | —          | —          | 2    | 0    | 31     | 2      |
| «Ас-Сайлія»            | Ліга зірок          | 2012/13           | 20   | 0    | —     | —     | —          | —          | —    | —    | 20     | 0      |
| «Ас-Сайлія»            | Всього              | Всього            | 20   | 0    | —     | —     | —          | —          | —    | —    | 20     | 0      |
| «Чонбук Хьонде Моторс» | К-Ліга 1            | 2013              | 19   | 0    | 3     | 1     | —          | —          | —    | —    | 22     | 1      |
| «Чонбук Хьонде Моторс» | К-Ліга 1            | 2014              | 28   | 0    | 1     | 0     | 7          | 0          | —    | —    | 36     | 0      |
| «Чонбук Хьонде Моторс» | К-Ліга 1            | 2015              | 33   | 0    | 1     | 0     | 8          | 1          | —    | —    | 42     | 1      |
| «Чонбук Хьонде Моторс» | Всього              | Всього            | 80   | 0    | 5     | 1     | 15         | 1          | —    | —    | 100    | 2      |
| «Шанхай Шеньхуа»       | Китайська Суперліга | 2016              | 30   | 1    | 3     | 0     | —          | —          | —    | —    | 33     | 1      |
| «Шанхай Шеньхуа»       | Китайська Суперліга | 2017              | 15   | 1    | 1     | 1     | 1          | 0          | —    | —    | 17     | 2      |
| «Шанхай Шеньхуа»       | Всього              | Всього            | 45   | 2    | 4     | 1     | 1          | 0          | —    | —    | 50     | 3      |
| «Сіетл Саундерз»       | MLS                 | 2018              | 29   | 0    | 0     | 0     | 1          | 0          | 2    | 0    | 32     | 0      |
| «Сіетл Саундерз»       | MLS                 | 2019              | 30   | 0    | 0     | 0     | —          | —          | 4    | 0    | 34     | 0      |
| «Сіетл Саундерз»       | Всього              | Всього            | 59   | 0    | 0     | 0     | 1          | 0          | 6    | 0    | 66     | 0      |
| «Ульсан Хьонде»        | К-Ліга 1            | 2020              | 1    | 0    | —     | —     | —          | —          | —    | —    | 1      | 0      |
| «Ульсан Хьонде»        | Всього              | Всього            | 1    | 0    | —     | —     | —          | —          | —    | —    | 1      | 0      |
| Всього за кар'єру      | Всього за кар'єру   | Всього за кар'єру | 234  | 4    | 9     | 2     | 17         | 1          | 8    | 0    | 268    | 7      |

1. ↑  Ліга чемпіонів АФК і Ліга чемпіонів КОНКАКАФ
2. ↑  Кубок корейської ліги з футболу і плей-оф Кубка MLS

### У збірній
Станом на 27 березня 2018
| команда        | Рік    | Ігри | Голи |
| -------------- | ------ | ---- | ---- |
| Південна Корея |        |      |      |
| 2012           | 1      | 0    |      |
| 2013           | 3      | 0    |      |
| 2014           | 4      | 0    |      |
| 2015           | 5      | 0    |      |
| 2016           | 9      | 0    |      |
| 2017           | 1      | 0    |      |
| Всього         | Всього | 23   | 0    |